# Jackson Avery
Jackson Avery – fikcyjny bohater serialu Chirurdzy, stacji ABC, odgrywany przez Jesse Williamsa, a stworzony przez Shondę Rhimes.

## Opis postaci
Dr Avery zostaje rezydentem szpitala Seattle Grace Hospital, po fuzji z Mercy West i dołącza do obsady serialu w szóstym sezonie. Jackson niechętnie mówi o swojej przeszłości i nie przyznaje się przed przyjaciółmi, że jego dziadkiem jest słynny lekarz, Harper Avery, fundator prestiżowej Nagrody Harpera Avery’ego. Dopiero gdy zostaje on przywieziony do szpitala, sprawa pokrewieństwa wychodzi na jaw. Okazuje się także, że Jackson odrzucił propozycję lepszej posady, żeby nie korzystać z protekcji dziadka. Avery lekko podkochuje się w Cristinie Yang i całuje ją na imprezie, lecz ona mówi mu, że jest związana z kimś innym (z Owenem Huntem). W finale szóstego sezonu asystuje on Cristinie w torakotomii Shepherda i udaje mu się przechytrzyć Gary’ego Clarka, odłączając monitor EKG.
W siódmym sezonie cierpi z powodu koszmarów, jakie śnią mu się po napadzie. Usiłuje również flirtować z Teddy Altman. Podczas szkolenia urazowego z Huntem rezygnuje z zajęć, mówiąc Owenowi, że stracił on dwoje przyjaciół w strzelaninie (Charlesa Percy’ego i Reed Adamson). Avery martwi się także, że nikt nie będzie chciał z nim współpracować, więc Bailey powierza mu pacjenta. Ten jednak umiera podczas operacji i Jackson martwi się, że na pewno wyleci z pracy. Jego najlepszą przyjaciółką jest April Kepner. Kiedy ta zostaje brzydko potraktowana przez Kareva, Avery staje w jej obronie i daje Alexowi w zęby. Potem zaczyna sypiać z Lexie Grey i prowadzi wspólnie z Webberem badania kliniczne nad cukrzycą. Wkrótce potem wycofuje się z badań, aby dać szefowi szansę na nagrodę Harpera Avery’ego.
W ósmym sezonie udaje mu się przekonać Sloana, by uczył go chirurgii plastycznej. Dzięki temu może samodzielnie prowadzić oddział plastyczny po śmierci Marka w pierwszym odcinku dziewiątego sezonu. 
W sezonie 9. Jackson dowiaduje się, że jego matka ma romans z Webberem. Zaczyna też sypiać z April, która podejrzewa, że jest w ciąży. Jackson proponuje jej małżeństwo, na co ona chce się zgodzić, gdyby była w ciąży. Jednak gdy okazuje się, że nie będą mieli dziecka, to rezygnuje z tego pomysłu. W końcu się rozstają. Jackson zaczyna sypiać ze stażystką. W szpitalu pojawiają się kłopoty po otrzymaniu odszkodowania przez poszkodowanych w katastrofie lotniczej. Avery bierze udział w castingu na nową twarz szpitala, zorganizowanym przez firmę Pegasus, która chce przejąć szpital. Kiedy lekarze postanawiają wykupić szpital pomaga im w tym Fundacja Avery’ego - wyznacza ona Jacksona jako swojego członka rady. Jackson staje się współwłaścicielem szpitala i głosuje w sprawach z nim związanym reprezentując Fundację. Proponuje zmianę nazwy szpitala na Grey Sloan Memorial Hospital, w hołdzie zmarłym Lexie i Markowi.    
W sezonie 10. April planuje ślub. Na ceremonię Jackson przychodzi ze stażystką, jednak w pewnym momencie wstaje i wyznaje April swoje uczucia. Kepner ucieka razem z nim sprzed ołtarza. Po drodze postanawiają się pobrać. Początkowo ukrywają swój związek w szpitalu, ponieważ mają dość tego, że wszyscy plotkują o ich niecodziennym powrocie do siebie. W związku z anonimową stażystką, która miała romans z Arizoną, w szpitalu pojawia się nowa dyrektywa, zakazująca związków podwładnych z przełożonymi. Wtedy Avery i Kepner ujawniają swój związek przed radą szpitala. Pojawiają się pierwsze kłótnie o poglądy religijne i dotyczące przyszłości. April reaguje na nie wielką złością, Szybko okazuje się, że jest w ciąży.    
W sezonie 11. okazuje się, że dziecko April i Jacksona ma wrodzoną łamliwość kości. Niezbędne okazuje się przedwczesne wywołanie porodu, jednak dziecko umiera. April nie może znieść żałoby i wyjeżdża z Owenem Huntem na misję jako lekarz wojskowy.
W sezonie 12. Jackson ma pretensje do April za pozostawienie go samego ze swoją żałobą. Coraz bardziej się kłócą, a w końcu Avery żąda rozwodu. April usiłuje naprawić ich małżeństwo, jednak w końcu podpisuje papiery rozwodowe. Tego samego dnia dowiaduje się, że jest w ciąży. Jackson dowiaduje się o ciąży od Arizony, początkowo matka usiłuje namówić go do wejścia na drogę sądową o opiekę nad dzieckiem. April podsłuchuje jej rozmowę i dostarcza przez posłańca zakaz zbliżania się dla Jacksona. W końcu para się dogaduje, a na końcu sezonu Ben, mąż Mirandy, odbiera poród ich dziecka w domu Meredith.